# Arcidiocesi di Maria Santissima in Astana
L'arcidiocesi di Maria Santissima in Astana (in latino Archidioecesis Sanctae Mariae in Astana) è una sede metropolitana della Chiesa cattolica in Kazakistan. Nel 2021 contava 54.000 battezzati su 4.042.364 abitanti. È retta dall'arcivescovo Tomasz Peta.

## Territorio
L'arcidiocesi comprende le regioni kazake di Aqmola, Qostanay, Pavlodar e del Kazakistan Settentrionale.
Sede arcivescovile è la città di Astana, dove si trova la cattedrale della Madre del Perpetuo Soccorso.
Il territorio si estende su 576.400 km² ed è suddiviso in 34 parrocchie, raggruppate in 5 decanati. Tre parrocchie di rito bizantino dal 2019 sono affidate all'amministrazione apostolica del Kazakistan e dell'Asia Centrale.

## Storia
L'amministrazione apostolica di Astana fu eretta il 7 luglio 1999 con decreto della Congregazione per l'evangelizzazione dei popoli, ricavandone il territorio dall'amministrazione apostolica del Kazakistan dei Latini (oggi diocesi di Karaganda).
Il 17 maggio 2003 in forza della bolla In Cazakistania fidelium dello stesso papa Giovanni Paolo II, l'amministrazione apostolica è stata elevata al rango di arcidiocesi metropolitana e ha assunto il nome attuale.

## Cronotassi dei vescovi
Si omettono i periodi di sede vacante non superiori ai 2 anni o non storicamente accertati.
- Tomasz Peta, dal 7 luglio 1999

## Statistiche
L'arcidiocesi nel 2021 su una popolazione di 4.042.364 persone contava 54.000 battezzati, corrispondenti all'1,3% del totale.
| anno | popolazione | popolazione | popolazione | presbiteri | presbiteri | presbiteri | presbiteri                | diaconi | religiosi | religiosi | parrocchie |
| anno | battezzati  | totale      | %           | numero     | secolari   | regolari   | battezzati per presbitero | diaconi | uomini    | donne     | parrocchie |
| ---- | ----------- | ----------- | ----------- | ---------- | ---------- | ---------- | ------------------------- | ------- | --------- | --------- | ---------- |
| 2000 | 90.000      | 3.985.700   | 2,3         | 27         | 11         | 16         | 3.333                     |         | 19        | 27        | 17         |
| 2001 | 90.000      | 3.985.000   | 2,3         | 31         | 15         | 16         | 2.903                     | 2       | 22        | 35        | 18         |
| 2003 | 90.000      | 3.985.000   | 2,3         | 37         | 23         | 14         | 2.432                     |         | 19        | 43        | 22         |
| 2004 | 90.000      | 3.985.000   | 2,3         | 34         | 17         | 17         | 2.647                     |         | 25        | 61        | 21         |
| 2005 | 90.000      | 3.985.000   | 2,3         | 34         | 14         | 20         | 2.647                     |         | 27        | 54        | 34         |
| 2013 | 60.000      | 3.650.000   | 1,6         | 51         | 27         | 24         | 1.176                     | 1       | 28        | 73        | 34         |
| 2016 | 55.000      | 3.805.000   | 1,4         | 34         | 17         | 17         | 1.617                     |         | 21        | 74        | 34         |
| 2019 | 54.000      | 3.958.573   | 1,4         | 40         | 24         | 16         | 1.350                     |         | 20        | 74        | 34         |
| 2021 | 54.000      | 4.042.364   | 1,3         | 35         | 19         | 16         | 1.542                     |         | 19        | 68        | 34         |